# ۵ محرم
۵ محرم، پنجمین روز از ماه محرم در تقویم هجری قمری است.
در تقویم هجری قمری قراردادی این روز پنجمین روز سال است.

## وقایع
- ۶ ق - سریه عبدالله بن انیس به دستور پیامبر اسلام آغاز شد. این سریه بدون جنگ و خونریزی به پایان رسید.
- ۶۱ ق - در روز یکشنبه پنجم محرم سال ۶۱ قمری، شبث بن ربعی به دستور عبیدالله بن زیاد به سپاه حسین بن علی پیوست. همچنین در این روز عبیدالله بن زیاد به شخصی به نام زحر بن قیس دستور داد تا با سپاه یک هزار نفره اش راه کسانی را که از کوفه به قصد یاری حسین حرکت کرده بودند را سدّ نماید.[۱]
- شکست و عقب‌نشینی روس‌ها در نبرد «ایروان» در زمان فتحعلی شاه قاجار (۱۲۱۹ ق)

## درگذشتگان
- ۵۲۶ - «خیام نیشابوری» شاعر، فیلسوف، پزشک و ریاضی‌دانِ شهیر ایرانی
- ۱۳۱۰ - «فاضل مراغی» فقیه و اصولی قرن سیزده و چهارده هجری قمری
- ۱۴۱۶ - آیت اللَّه حاج شیخ «محمد باقر کمره ای»